# Championnat du monde de vitesse moto 1976
Navigation
Édition précédente Édition suivante
Le Championnat du monde de vitesse moto 1976 est la 28e saison de vitesse moto organisée par la FIM.

Ce championnat comporte onze courses de Grand Prix, pour cinq catégories : 500 cm3, 350 cm3, 250 cm3, 125 cm3 et 50 cm3.

## Attribution des points
Les points du championnat sont attribués aux dix premiers de chaque course :
| Classement | 1  | 2  | 3  | 4 | 5 | 6 | 7 | 8 | 9 | 10 |
| ---------- | -- | -- | -- | - | - | - | - | - | - | -- |
| Points     | 15 | 12 | 10 | 8 | 6 | 5 | 4 | 3 | 2 | 1  |

## Grands Prix
| N° | Course                            | Lieu         | Vainqueur 50 cm³     | Vainqueur 125 cm³  | Vainqueur 250 cm³ | Vainqueur 350 cm³ | Vainqueur 500 cm³ | Résultat |
| -- | --------------------------------- | ------------ | -------------------- | ------------------ | ----------------- | ----------------- | ----------------- | -------- |
| 1  | Grand Prix de France              | Le Mans      | Herbert Rittberger   |                    | Walter Villa      | Walter Villa      | Barry Sheene      | Résultat |
| 2  | Grand Prix d'Autriche             | Salzburgring |                      | Pier Paolo Bianchi |                   | Johnny Cecotto    | Barry Sheene      | Résultat |
| 3  | Grand Prix des Nations            | Mugello      | Angel Nieto          | Pier Paolo Bianchi | Walter Villa      | Johnny Cecotto    | Barry Sheene      | Résultat |
| 4  | Tourist Trophy                    | Île de Man   |                      |                    | Tom Herron        | Chas Mortimer     | Tom Herron        | Résultat |
| 5  | Grand Prix des Pays-Bas           | Assen        | Angel Nieto          | Pier Paolo Bianchi | Walter Villa      | Giacomo Agostini  | Barry Sheene      | Résultat |
| 6  | Grand Prix de Belgique            | Spa          | Herbert Rittberger   | Angel Nieto        | Walter Villa      |                   | John Williams     | Résultat |
| 7  | Grand Prix de Suède               | Anderstorp   | Angel Nieto          | Pier Paolo Bianchi | Takazumi Katayama |                   | Barry Sheene      | Résultat |
| 8  | Grand Prix de Finlande            | Imatra       | Julien van Zeebroeck | Pier Paolo Bianchi | Walter Villa      | Walter Villa      | Pat Hennen        | Résultat |
| 9  | Grand Prix de Tchécoslovaquie     | Brno         |                      |                    | Walter Villa      | Walter Villa      | John Newbold      | Résultat |
| 10 | Grand Prix d'Allemagne de l'Ouest | Nürburgring  | Angel Nieto          | Anton Mang         | Walter Villa      | Walter Villa      | Giacomo Agostini  | Résultat |
| 11 | Grand Prix d'Espagne              | Montjuïc     | Angel Nieto          | Pier Paolo Bianchi | Franco Bonera     | Kork Ballington   |                   | Résultat |

## Résultats de la saison

### Championnat 1976 catégorie 500 cm³
| Clas. | Pilote            | Pays        | Constructeur | Points | Victoires |
| ----- | ----------------- | ----------- | ------------ | ------ | --------- |
| 1     | Barry Sheene      | Royaume-Uni | Suzuki       | 72     | 5         |
| 2     | Teuvo Lansivuori  | Finlande    | Suzuki       | 48     | 0         |
| 3     | Pat Hennen        | États-Unis  | Suzuki       | 46     | 1         |
| 4     | Marco Lucchinelli | Italie      | Suzuki       | 40     | 0         |
| 5     | John Newbold      | Royaume-Uni | Suzuki       | 31     | 1         |
| 6     | Philippe Coulon   | Suisse      | Suzuki       | 28     | 0         |
| 7     | Giacomo Agostini  | Italie      | Suzuki       | 26     | 1         |
| 8     | Jack Findlay      | Australie   | Suzuki       | 25     | 0         |
| 9     | John Williams     | Royaume-Uni | Suzuki       | 24     | 1         |
| 10    | Phil Read         | Royaume-Uni | Suzuki       | 22     | 0         |

### Championnat 1976 catégorie 350 cm³
| Clas. | Pilote             | Pays        | Constructeur    | Points | Victoires |
| ----- | ------------------ | ----------- | --------------- | ------ | --------- |
| 1     | Walter Villa       | Italie      | Harley-Davidson | 76     | 4         |
| 2     | Johnny Cecotto     | Venezuela   | Yamaha          | 65     | 2         |
| 3     | Chas Mortimer      | Royaume-Uni | Yamaha          | 54     | 1         |
| 4     | Tom Herron         | Royaume-Uni | Yamaha          | 47     | 0         |
| 5     | John Dodds         | Australie   | Yamaha          | 34     | 0         |
| 6     | Víctor Palomo      | Espagne     | Yamaha          | 29     | 0         |
| 7     | Takazumi Katayama  | Japon       | Yamaha          | 28     | 0         |
| 8     | Bruno Kneubühler   | Suisse      | Yamaha          | 28     | 0         |
| 9     | Olivier Chevallier | France      | Yamaha          | 27     | 1         |
| 10    | Franco Uncini      | Italie      | Yamaha          | 27     | 0         |

### Championnat 1976 catégorie 250 cm³
| Clas. | Pilote             | Pays                 | Constructeur    | Points | Victoires |
| ----- | ------------------ | -------------------- | --------------- | ------ | --------- |
| 1     | Walter Villa       | Italie               | Harley-Davidson | 90     | 7         |
| 2     | Takazumi Katayama  | Japon                | Yamaha          | 73     | 1         |
| 3     | Franco Bonera      | Italie               | Harley-Davidson | 61     | 1         |
| 4     | Tom Herron         | Royaume-Uni          | Yamaha          | 47     | 1         |
| 5     | Pentti Korhonen    | Finlande             | Yamaha          | 47     | 0         |
| 6     | Dieter Braun       | Allemagne de l'Ouest | Yamaha          | 42     | 1         |
| 7     | Chas Mortimer      | Royaume-Uni          | Yamaha          | 31     | 0         |
| 8     | Bruno Kneubühler   | Suisse               | Yamaha          | 29     | 0         |
| 9     | Olivier Chevallier | France               | Yamaha          | 25     | 0         |
| 10    | Víctor Palomo      | Espagne              | Yamaha          | 25     | 0         |

### Championnat 1976 catégorie 125 cm³
| Clas. | Pilote                 | Pays                 | Constructeur | Points | Victoires |
| ----- | ---------------------- | -------------------- | ------------ | ------ | --------- |
| 1     | Pier Paolo Bianchi     | Italie               | Morbidelli   | 90     | 7         |
| 2     | Angel Nieto            | Espagne              | Bultaco      | 67     | 1         |
| 3     | Paolo Pileri           | Italie               | Morbidelli   | 64     | 0         |
| 4     | Henk van Kessel        | Pays-Bas             | Condor       | 46     | 0         |
| 5     | Anton Mang             | Allemagne de l'Ouest | Morbidelli   | 32     | 1         |
| 6     | Jean-Louis Guignabodet | France               | Morbidelli   | 27     | 0         |
| 7     | Eugenio Lazzarini      | Italie               | Morbidelli   | 26     | 0         |
| 8     | Gert Bender            | Allemagne de l'Ouest | Bender       | 25     | 0         |
| 9     | Stefan Dörflinger      | Suisse               | Morbidelli   | 23     | 0         |
| 10    | Julien van Zeebroeck   | Belgique             | Morbidelli   | 18     | 0         |

### Championnat 1976 catégorie 50 cm³
| Clas. | Pilote               | Pays                 | Constructeur | Points | Victoires |
| ----- | -------------------- | -------------------- | ------------ | ------ | --------- |
| 1     | Angel Nieto          | Espagne              | Bultaco      | 85     | 5         |
| 2     | Herbert Rittberger   | Allemagne de l'Ouest | Kreidler     | 76     | 2         |
| 3     | Ulrich Graf          | Suisse               | Kreidler     | 69     | 1         |
| 4     | Eugenio Lazzarini    | Italie               | Morbidelli   | 53     | 0         |
| 5     | Rudolf Kunz          | Allemagne de l'Ouest | Kreidler     | 34     | 0         |
| 6     | Julien van Zeebroeck | Belgique             | Kreidler     | 26     | 1         |
| 7     | Stefan Dörflinger    | Suisse               | Kreidler     | 25     | 0         |
| 8     | Rolf Blatter         | Suisse               | Kreidler     | 25     | 0         |
| 9     | Hans Hummel          | Autriche             | Kreidler     | 20     | 0         |
| 10    | Pierre Audry         | France               | ABF          | 15     | 0         |